# Bursinel
Bursinel – miejscowość i gmina (commune) w zachodniej Szwajcarii, w kantonie Vaud, w okręgu (district) Nyon. Leży nad Jeziorem Genewskim. 

## Demografia
W Bursinel mieszkają 504 osoby. W 2021 roku 25,4% populacji gminy stanowiły osoby urodzone poza Szwajcarią.

## Transport
Przez teren gminy przebiegają autostrada A1 oraz droga główna nr 1.